# Scapsipedus nigriceps
Scapsipedus nigriceps är en insektsart som beskrevs av Lucien Chopard 1954. Scapsipedus nigriceps ingår i släktet Scapsipedus och familjen syrsor. Inga underarter finns listade i Catalogue of Life.